# Список сучасних язичницьких рухів

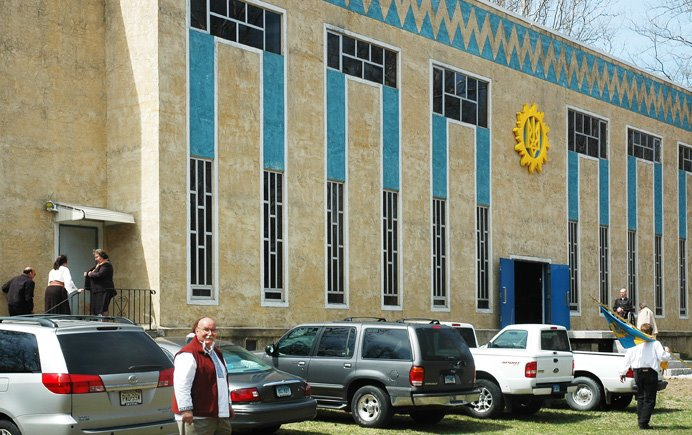
Український храм РУНВіри в Спрінг-Глені, Нью-Йорк.

Сучасне язичництво, також відоме як «неоязичництво», охоплює широкий спектр релігійних груп та окремих осіб. До них входять старі окультні групи, ті, які дотримуються напрямку нью-ейдж, ті, які намагаються реконструювати старі етнічні релігії, а також послідовники язичницької релігії або Вікки.

## Ранні рухи

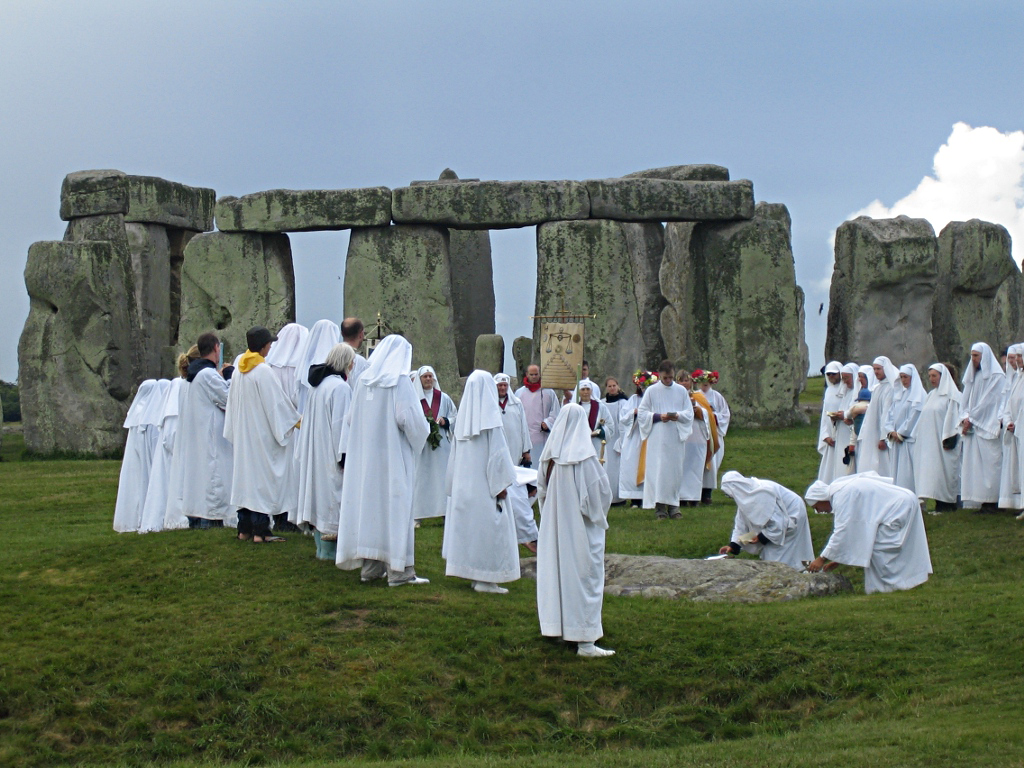
Неодруїди святкують у Стоунхенджі.

Неоязичницькі або протонеязичницькі групи, що виникли до початку Другої світової війни:
- Неодруїдизм
  - Стародавній орден друїдів (1781)
  - Орден друїдів (1909)
- Герметичний Орден Золотого Світанку  (1888)
- Кроуліанська Телема (1904)
- Германське неоязичництво / Арманізм
  - Німецька релігійна громада (1907)
  - Товариство Гвідо фон Ліста (1908)
- Церква Всесвітнього зв'язку (1912)
- Адонізм (1925)

## Чаклунські релігії
Вікка виникла в Британії 1940-х років і стала основною течією неоязичництва в Сполучених Штатах 1970-х років. Є дві основні традиції Вікки, які виникли в Британії, гарднерська та александрійська, які іноді називають британською традиційною віккою. З цих двох виникло кілька інших варіантів традицій. Вікка також надихнула велику кількість інших чаклунських традицій у Великій Британії, Європі та Сполучених Штатах, більшість з яких базують свої вірування та практики на віккі. Багато рухів перебувають під впливом руху богині, нью-ейдж і феміністського світогляду.

### Вікка
- Британська традиційна Вікка
  - Гарднеріанська Вікка (1954)
  - Олександрійська Вікка (1967)
  - Вікка Центральної долини  (1969)
  - Алгардська Вікка (1972)

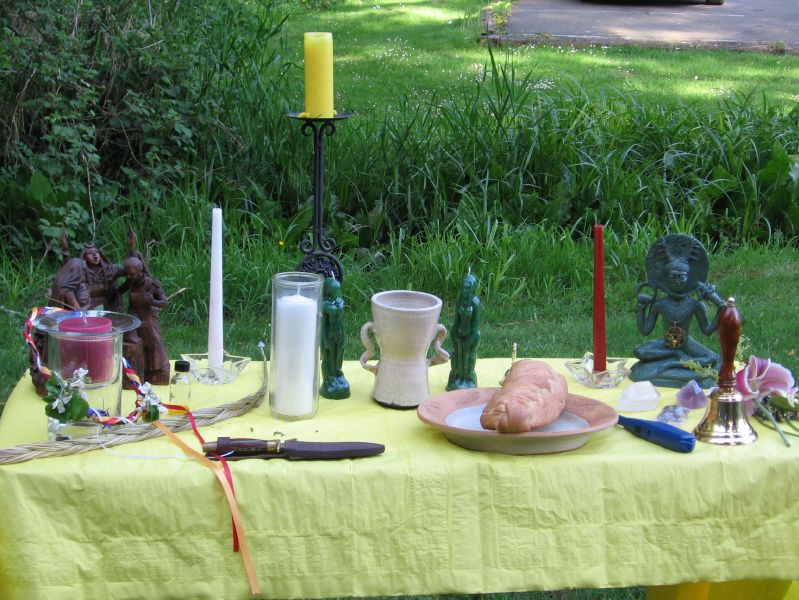
Вікканський ритуальний вівтар.

  - Chthonioi Alexandrian Wicca (1974)
  - Вікка Блакитної зорі (1975)
- Еклектична Вікка та Інклюзивна Вікка
- Кельтська Вікка
- Саксонська Віка
- Діанічна Вікка
- Макфарландська Діанічна Вікка
- Фейська Вікка
- Джорджійська Вікка
- Одіссейська Вікка
- Вікканська церква
  - Новий реформований ортодоксальний орден Золотої Зорі (1968)
  - Церква і школа Вікки (1968)
  - Circle Sanctuary (1974)
  - Заповіт Богині (1975)
  - Церква-скинія Водолія (1979)
  - Справжня церква Ровена (1979)
  - Угода унітарних універсалістських язичників (1985)
  - Coven of the Far Flung Net (1998)

### Інші
- Стреджерія
- Чаклунство з хеджування
- Кокрейніанство
- Діти Артеміди
- Традиція Фері
- Відновлення

## Нью-ейдж, еклектика чи синкретика
- Антиной
- Церква Всіх Світів
- Церква Афродіти
- Християнська Вікка
- Фераферія
- Рух Богині
- Хуна
- Неошаманізм
- Язичницька федерація
- Радикальні феї
- Універсальне товариство пантеїстів

## Етнічні
- Європейський конгрес етнічних релігій

### Германські
- Європа
  - Скандинавія
    - Ásatrúarfélagið (Аскетичне товариство, 1972)
    - Громада Форн Сед Швеція (Samfundet Forn Sed Sverige, 1994)
    - Åsatrufelleskapet Bifrost  (1996)
    - Forn Sed Norge (1998)
    - Samfälligheten för Nordisk Sed (1999)

  - Велика Британія
    - Обряд Одіна (1973)
    - Товариство Одіна (Велика Британія) (1988)
    - Асатру  (2013)

  - Німецькомовна Європа
    - Артгемайншафт (1951)
    - Heidnische Gemeinschaft (1985)
    - Німецький язичницький фронт (1998)
    - Елдарінг (2000)

  - Латиномовна Європа
    - Одиністська спільнота Іспанії – Асатру (1981)
- Північна Америка
  - США
    - Народна асамблея Асатру (1974 – 1986)
    - Альянс Асатру (1987)
    - Кільце Трота (1987)
    - Народна асамблея Асатру (1996)
    - Товариство Одіна (Сполучені Штати) (1971 – 2005)
    - Альянс Асатру (1987)
    - Братство Одіна
    - Вотанізм

### Кельтські

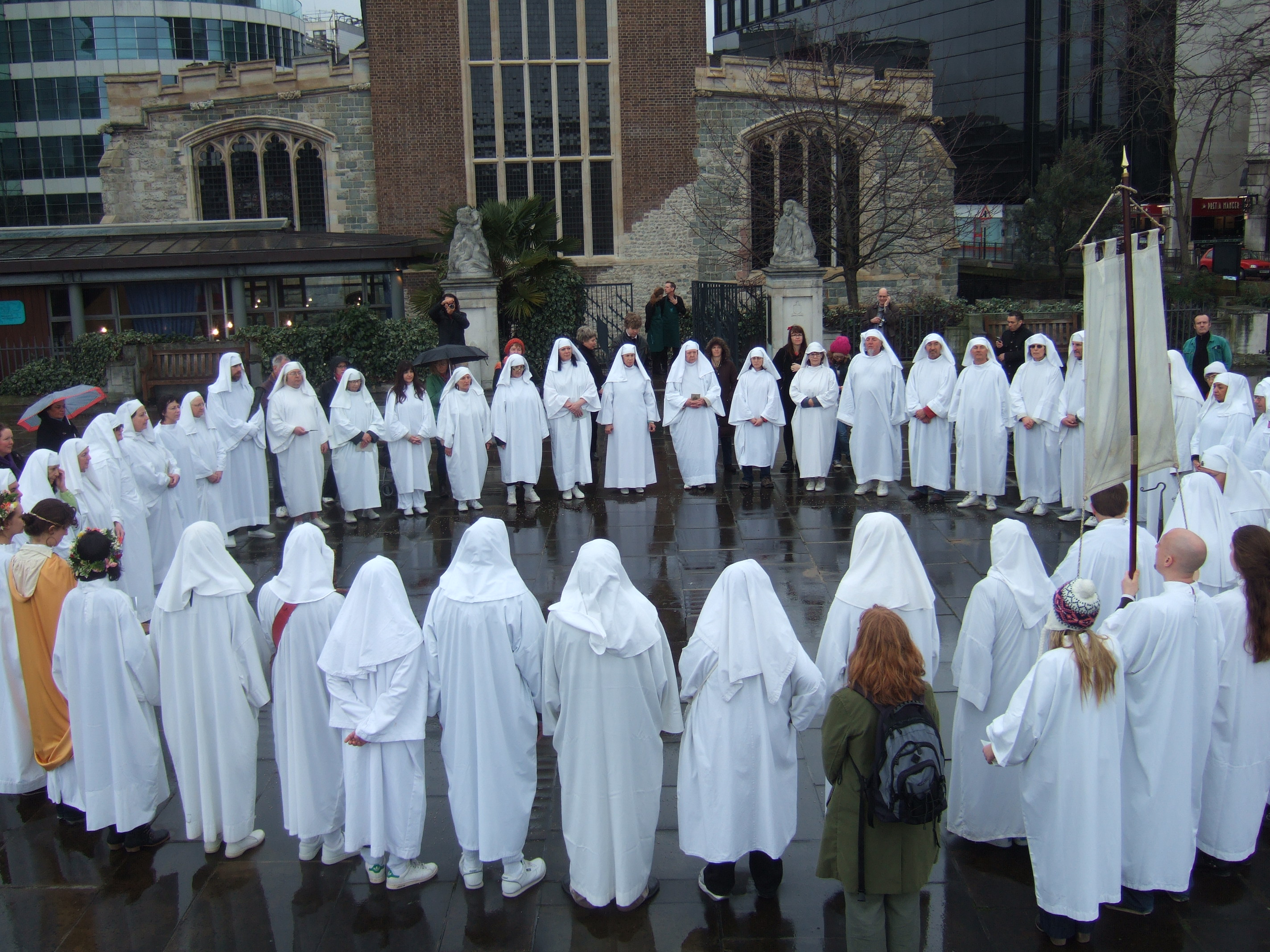
Церемонія ордену друїдів у Тавер-Гілл, Лондон, у день весняного рівнодення 2010 року

- Кельтське реконструктивне язичництво (1980-ті)
- Неодруїдизм
  - Даніон Мвін (1950-60-ті)
  - Реформовані друїди Північної Америки (1963)
  - Орден бардів, оватів і друїдів (1964)
  - Чернечий орден Аваллон (1970)
  - Ár nDraíocht Féin (1983)

### Італійські
- Італо-римське неоязичництво або Religio Romana
  - Нова Рома
  - Римський традиційний рух

### Балтійські
- Діевтуріба (Латвія)

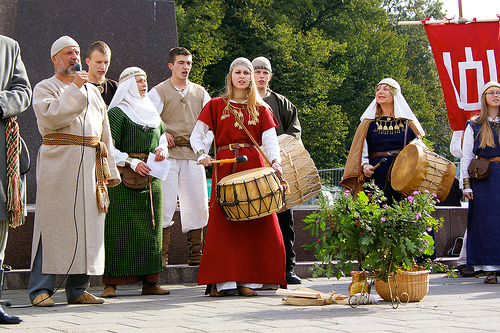
Члени Литовської Ромуви проводять церемонію перед пам'ятником Гедиміну у Вільнюсі, Литва.

  - Громада латиських дієвтурів (1926–поч. 1930-х рр.)
  - Конгрегація латиських дієвтурів (1927–1940)
  - Латвійська церква дієвтурів (1971)
  - Конгрегація латвійських дієвтурів (1990)
- Литовське неоязичництво (Ромува)

### Слов'янські
- Рідновірство (1920–30-ті роки)
  - Задруга (Польща,1937)
  - Рідна українська національна віра, РУНВіра (Україна, 1964)
  - Петербурзький ведизм
    - Союз венедів (1986) [1]
    - Схорон еж словен (1991) [1]

  - Слов'яно-Горицьке Рідновір'я (Росія, 1980-ті)
  - Інгліїзм (Росія, 1991)
  - Польська церква рідновірів (1995)
  - Рідна віра (Польща, 1996)
  - Союз слов'янських рідновірських громад (Росія, 1997)
  - Рідновірська конфедерація (Польща, 2015)
  - Співдружність язичницьких громад Сибіру – Сибірське віче (Росія, 2015)
- Позаконфесійний Духовний Союз «Тезаурус» (Автентизм) (Росія, 1984)
- Російський національний рух – Курс на правду і єдність (Концепція соціальної безпеки – Мертва вода) (Росія, 1985)
- Бажовський рух (Росія, 1992)
- Кандибство або Російська релігія (Росія, 1992)
- Дзвонячі кедри Росії  (1997)
- Левашовщина або Російський публічний рух Відродження–Золотого віку (Росія, 2007)

### Уральські
- Естонське неоязичництво (таараїзм і маауск)
  - Маавалла Кода (1995)
- Фінське неоязичництво
- Угорське неоязичництво
- Рідна релігія марійців
- Ерзяно-мокшанська інешкіпазія
- Удмуртська Вось

### Кавказькі
- Абхазьке неоязичництво
  - Рада жреців Абхазії (2012)
- Адиге Хабзе
- Вайнахська релігія

### Інші європейські
- Вірменська рідна віра (етанізм)
- Вацдін (осетинська рідна віра)
- Еллінізм (олімпізм) (відродження давньогрецької релігії)
- Залмоксіанізм (румунське неозичництво)

### Тюрко-монгольські
- Аар Айии ( якут. Аар Айыы итэҕэлэ) (Якутія, 1996) [2]

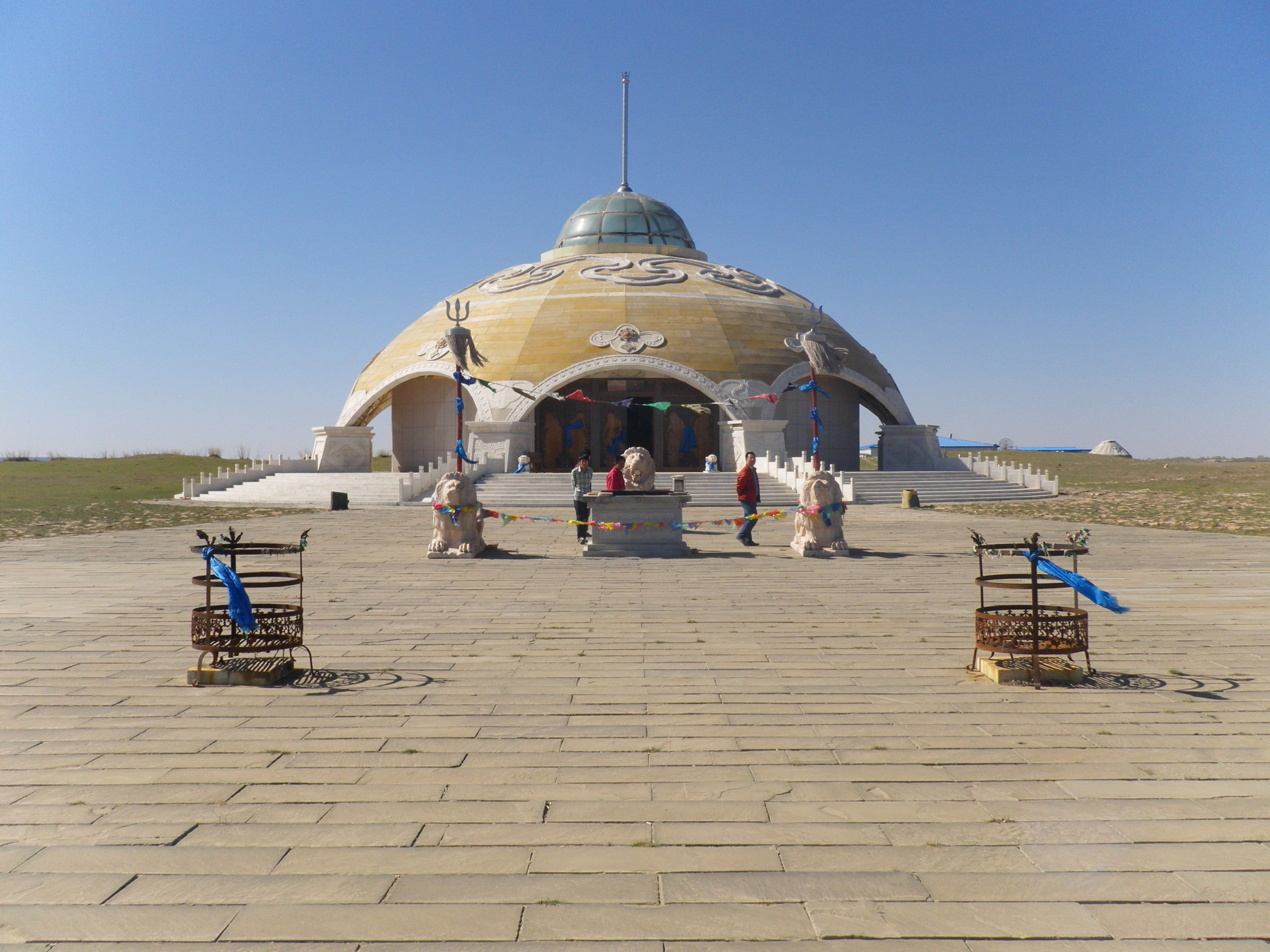
Тенгристський храм в місті Усінь-Баньнер у Внутрішній Монголії, Китай.

- Айии (якут. Айыы итэҕэлэ), колишній Кут-Сюр (1990) [2]
- Айии Тангара (якут. Айыы Таҥара итэҕэлэ) (Якутія, 2019) [3]
- Бурханізм /Ак Джанг (алт. Ак јаҥ ) (Алтай, 1904)
- Міжнародний фонд досліджень Тенгрі (Росія, 2011) [2]
- Монгольський шаманізм /тенгрізм
- Тенгір Ордо (Киргизстан, 2005)
- Ваттісен Яли (Чувашія)
  - Чуваський національний конгрес  (1989–1992)

### Канарські
- Церква народу гуанчі

### Семітські
- Семітське неоязичництво

### Кеметські
- Кеметизм (Єгипет)
  - Ортодоксальний кеметизм

### Американські
- Товариство Аусар Аусет (США, 1973)
- Мексикайотль  (Мексика)
- Церква корінних американців (США, кінець 19 століття)

### Африканські
- Богіанство (Нігерія, 1948)